# Othello
Othello là một vở bi kịch được William Shakespeare viết vào khoảng 1603 dựa theo cốt truyện ngắn của Ý có tên "Un Capitano Moro" (Thuyền trưởng Maroc) viết bởi Cinthio, một tông đồ của Boccacio xuất bản lần đầu năm 1565. Tác phẩm xoay quanh bốn nhân vật trung tâm: Othello, một vị tướng người Maroc trong quân đội Venice; Desdemona, vợ chàng; Cassio, phó tướng của Othello; và hiệu úy Iago.

## Cốt truyện
Othello là tướng da đen có tài của Cộng hòa Venice. Chàng thường đến chơi nhà Nguyên lão nghị viện Brabantio và làm quen với con gái ông, Desdemona. Hai người yêu nhau, và bí mật cưới nhau. Nhưng tình duyên của họ gặp nhiều trở ngại. Iago, hiệu úy của Othello bất mãn vì không được đề cử chức Phó tướng đã xúi Roderigo, một gã si tình, lắm tiền, yêu thầm nhớ trộm Desdemona, đang đêm báo cho Brabantio biết. Ông tức giận sai gia nhân đi bắt Othello để đưa ra xét xử trước Hội đồng nghị viện vì tội dùng bùa phép quyến rũ con gái ông. Cũng đêm đó, Nghị viện nhận tin quân Thổ đem chiến thuyền tấn công đảo Síp, bèn cho người gọi Othello về bàn chuyện quốc sự. Trước Nghị viện, Desdemona gạt những lời buộc tội của cha với chồng mình, bảo vệ tình yêu và cuộc hôn nhân chính đáng. Othello cùng vợ, Phó tướng Cassio, Hiệu úy Iago lên đường đến đảo Síp, cùng đi có Emilia, vợ của Iago theo hầu Desdemona. Hạm đội Thổ bị bão đánh tan tác. Othello mở tiệc ăn mừng. Iago chuốc rượu cho Cassio say rồi khích bác khiến chàng đâm quan trấn thủ đảo Síp là Montano gây rối ren trong đảo. Cassio bị cách chức, nhưng Iago xúi chàng đến nhờ cậy Desdemona xin Othello phục chức cũ, xong lại báo Othello đến chứng kiến. Từ đó bằng nhiều thủ đoạn, Iago gieo vào lòng Othello nghi ngờ lòng chung thủy của vợ, cho nàng tư thông với Cassio. Đến một ngày Othello ra lệnh Iago giết Cassio, còn chàng bóp cổ vợ đến chết. Nhưng Iago lại xúi Roderigo giết Cassio vì hai người này giết nhau có lợi cho hắn. Cảnh đâm chém huyên náo ngoài lâu đài khiến Emilia phải chạy về báo tin cho Othello và nhìn thấy Desdemona đã chết. Emillia thấy bộ mặt thật của chồng, tố cáo chồng trước mọi người và bị chồng đâm chết. Othello hối hận đâm bị thương Iago rồi tự vẫn, còn Iago bị bắt.

## Ý nghĩa
Cùng với Hamlet, Vua Lear, Othello được nhiều nhà phê bình đánh giá là ba bi kịch đỉnh cao của văn học nhân loại. Vở kịch cho thấy những lý tưởng tốt đẹp của loài người trở thành ảo tưởng chính là chủ nghĩa cá nhân ích kỷ, mà Iago là đại diện. Nghệ thuật xây dựng vở kịch với hành động thống nhất, kịch tính cao, mâu thuẫn xung đột, và cách giải quyết hợp lý, sự kết hợp giữa cái thơ mộng và cái khủng khiếp, cái tầm thường với cái cao thượng làm cho Othello trở thành một tác phẩm kiểu mẫu.

## Chuyển thể
Vở kịch chuyển thể thành rất nhiều các tác phẩm opera, balle, phim, phim truyền hình. Các phim nổi bật năm 1952 của Mỹ (có Orson Welles, Suzanne Cloutier) năm 1955 của Liên Xô (có Sergei Bondarchuk, Irina Skobtseva, tham gia Liên hoan phim Cannes 1956, dành giải cho đạo diễn xuất sắc nhất), năm 1981 của truyền hình Anh (có sự tham gia của Anthony Hopkins), năm 1986 của Italia (tên Otello, tham gia Liên hoan phim Cannes, được đề cử một giải Quả cầu vàng, một giải BAFTA), và năm 1995 do Mỹ và Italia hợp tác (có Laurence Fishburne, Kenneth Branagh, Irène Jacob), phim truyền hình Anh năm 2001 (có Keeley Hawes và Eamonn Walker), gần nhất phim Ấn Độ 
Omkara, phim Jarum Halus của Malaysia, và dự án phim mới năm 2011.